# Подводные лодки типа IX
Подводные лодки типа IX — дизельные подводные лодки Германии.
Разработка проекта началась в 1935 году, первые лодки типа IX вступили в строй в 1938 году. В дальнейшем лодки улучшались, всего семь модификаций — A · B · C · C/40 · D1 · D2 · D/42. Всего было построено 193 лодки типа IX разных модификаций, тем самым лодки данного типа стали вторыми по количеству построенных среди всех подводных лодок Германии (после ПЛ типа VII).

## Модификации
- Тип IXA — всего восемь лодок, строились до 1939 года.
- Тип IXB — немного больше по размеру по сравнению с типом IX A, с большей дальностью плавания, строились с 1937 по 1940 годы всего было построено 14 лодок.
- Тип IXC — увеличен до 43 тонн запас топлива, строились с 1939 по 1942 годы, было построено 54 лодки.
- Тип IXC/40 — немного большие по размерам, чем тип IX C, имели ещё больше увеличенный запас топлива, был убран третий перископ. Строились с 1940 по 1944, всего построено 87 лодок.
- Тип IXD1 — были на 10 метров длиннее и 500 тонн тяжелее, чем C/40, всего построено две подводные лодки, U-180 и U-195, отличавшиеся установкой шести дизелей Daimler-Benz MB501 общей мощностью 9000 л.с., что привело к существенному увеличению надводной скорости, уменьшению дальности плавания, а также к перегреву и демаскировке лодки. С 1943 по 1944 год двигатели были заменены на стандартные MAN, из лодок были демонтированы торпедные аппараты, обе лодки приспособлены для транспортных и особых миссий, в результате чего лодки могли брать дополнительно 252 тонны полезной нагрузки. В дальнейшем лодки служили как грузовые для прорыва блокады.
- Тип IXD2 — несли два дополнительных двигателя экономического хода, что позволило существенно увеличить радиус действия лодок, часть подлодок этого типа имели на борту безмоторный автожир типа Focke-Achgelis Fa 330, который буксировался при движении подлодки.
- Тип IXD/42 — незначительные модификации, всего заложено шесть лодок, U-883 — U-888. Постройка четырёх последних была вскоре отменена, в итоге достроена была только одна лодка, U-883, в 1945 году она была захвачена англичанами и впоследствии потоплена в ходе операции «Дэдлайт».

## Тактико-технические характеристики
| Техническая характеристика                                        | IX-A                                             | IX-B                                             | IX-C                                             | IX-C/40                                          | IX-D                                             |
| ----------------------------------------------------------------- | ------------------------------------------------ | ------------------------------------------------ | ------------------------------------------------ | ------------------------------------------------ | ------------------------------------------------ |
| Водоизмещение надводное (тонны)                                   | 1 032                                            | 1 051                                            | 1 120                                            | 1 144                                            | 1 616                                            |
| Водоизмещение подводное (тонны)                                   | 1 153                                            | 1 178                                            | 1 232                                            | 1 257                                            | 1 804                                            |
| Длина наибольшая (метры)                                          | 76,5                                             | 76,5                                             | 76,76                                            | 76,76                                            | 87,6                                             |
| Ширина корпуса наибольшая (метры)                                 | 6,51                                             | 6,76                                             | 6,76                                             | 6,76                                             | 7,5                                              |
| Высота (метры)                                                    | 9,4                                              | 9,6                                              | 9,4                                              | 9,6                                              | 10,2                                             |
| Средняя осадка (метры)                                            | 4,7                                              | 4,7                                              | 4,7                                              | 4,7                                              | 5,35                                             |
| Глубина погружения макс. (метры)                                  | 230                                              | 230                                              | 230                                              | 230                                              | 230                                              |
| Силовая установка дизель (л. с.)                                  | 9-цилиндровый 4-тактный «МAN» M9V40/46 2 × 2200  | 9-цилиндровый 4-тактный «МAN» M9V40/46 2 × 2200  | 9-цилиндровый 4-тактный «МAN» M9V40/46 2 × 2200  | 9-цилиндровый 4-тактный «МAN» M9V40/46 2 × 2200  | 2 × 2700                                         |
| Силовая установка электромотор (л. с.)                            | SSW GU345/34 2 × 370                             | SSW GU345/34 2 × 370                             | SSW GU345/34 2 × 370                             | SSW GU345/34 2 × 370                             | 2x550                                            |
| Скорость (надводная) (узлы)                                       | 18,2                                             | 18,2                                             | 18,2                                             | 18,2                                             | 19,2                                             |
| Скорость (подводная)                                              | 7,7                                              | 7,3                                              | 7,0                                              | 7,0                                              | 6,9                                              |
| Артиллерия                                                        | 1 × 10,5 cm L/45, 1 × 3,7 cm Flak, 1 × 2 cm Flak | 1 × 10,5 cm L/45, 1 × 3,7 cm Flak, 1 × 2 cm Flak | 1 × 10,5 cm L/45, 1 × 3,7 cm Flak, 1 × 2 cm Flak | 1 × 10,5 cm L/45, 1 × 3,7 cm Flak, 1 × 2 cm Flak | 1 × 10,5 cm L/45, 1 × 3,7 cm Flak, 1 × 2 cm Flak |
| Торпедно-минное вооружение                                        | 6 TA 22 торпеды или 66 мин                       | 6 TA 22 торпеды или 66 мин                       | 6 TA 22 торпеды или 66 мин                       | 6 TA 22 торпеды или 66 мин                       | 24 торпеды или 72 мины                           |
| Дальность хода в надводном положении мили (со скоростью 10 узлов) | 10 500                                           | 12 000                                           | 13 450                                           | 13 850                                           | 31 500                                           |
| Дальность хода в подводном положении мили (со скоростью 4 узла)   | 78                                               | 64                                               | 64                                               | 64                                               | 57                                               |
| Экипаж (человек)                                                  | 4 офицера 44 матроса                             | 4 офицера 44 матроса                             | 4 офицера 44 матроса                             | 4 офицера 44 матроса                             | 4 офицера 51 матрос при дальних походах 7/54     |

## Сохранившиеся экземпляры
- U-505 (тип IXC) — была захвачена в море, благодаря чему полностью сохранилась. Экспонируется в Музее науки и промышленности Чикаго (США).
- U-534 (тип IXC/40) — была поднята со дна в 1993 году и внутри не реставрировалась. Экспонируется разобранной на четыре секции в Беркенхеде, напротив Ливерпуля (Великобритания).